# Cratere Bonna
Bonna è un cratere sulla superficie di 21 Lutetia.